# Saillon

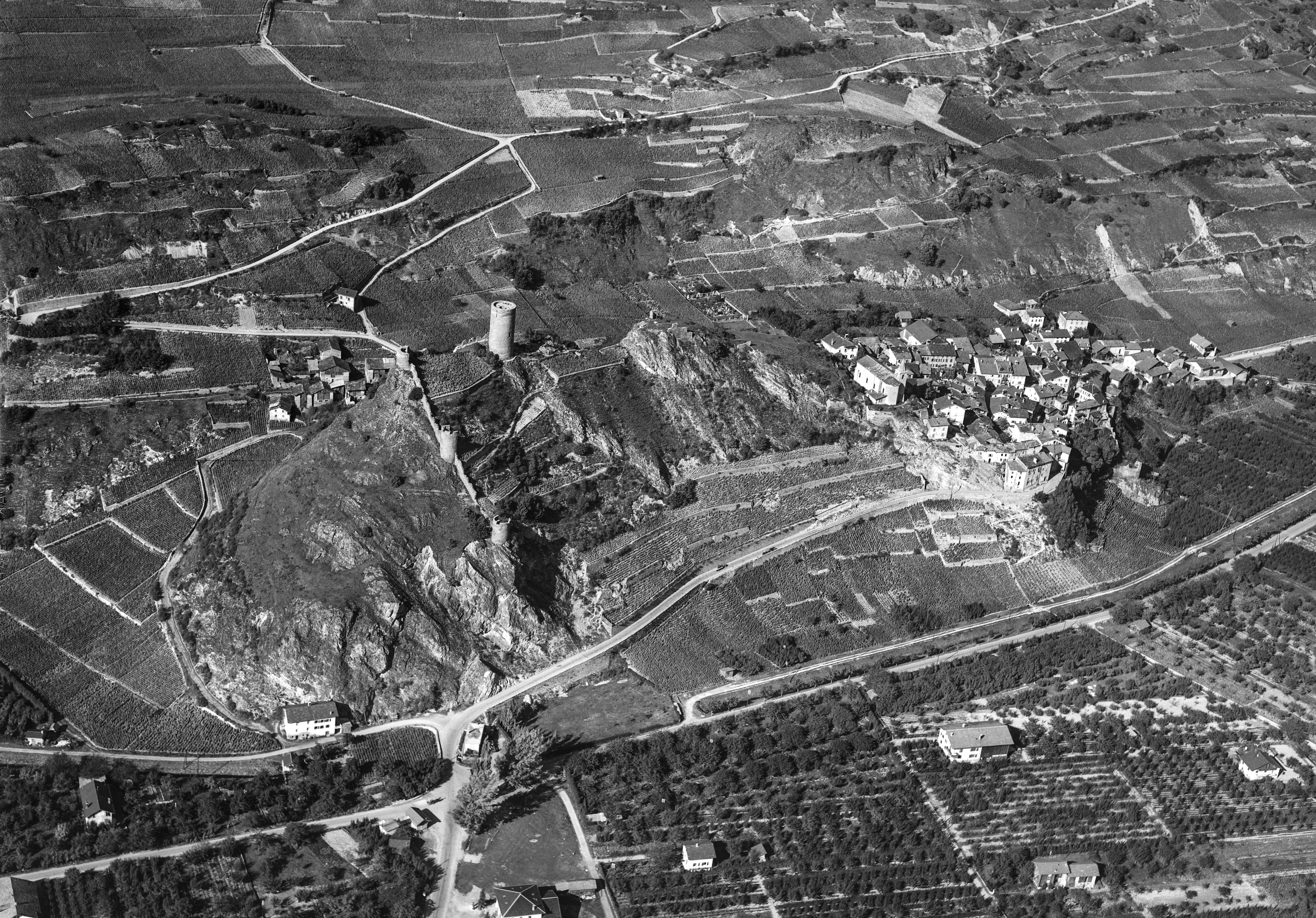
Luftbild (1955)

Saillon ist eine politische Gemeinde und eine Burgergemeinde des Bezirks Martigny im französischsprachigen Teil des Kantons Wallis in der Schweiz. Der frühere deutsche Name Schellon wird heute nicht mehr verwendet. Die Weinbaugemeinde verfügt über vier Thermalbäder.

## Geographie
Saillon liegt auf der Nordseite des Rhonetals zwischen Sitten und Martigny. Der mittelalterliche Ortskern liegt leicht erhöht auf dem östlichen Ausläufer des Schlosshügels. Der Grossteil des modernen Ortsteils liegt in der Ebene des Rhonetals. Die Nachbargemeinden von Saillon sind Leytron im Nordosten, Fully im Westen, Saxon im Süden und Riddes im Südosten.

## Geschichte
Funde von Werkzeugen und Gräbern belegen eine Besiedlung von Saillon in der Steinzeit und Bronzezeit. Weiter wurden Überreste einer römischen Villa aus dem 2. Jahrhundert nahe dem Fluss Salentse gefunden. An gleicher Stelle wurden die ersten Spuren des Christentums in Saillon entdeckt. Die Fundamente dieser Begräbniskapelle sind noch heute in der St-Laurent-Kapelle sichtbar.
Im Jahr 1052 wird Saillon und sein Schloss erstmals urkundlich erwähnt. Das Schloss kam in den Besitz der Savoyer, die ab 1257 die Festungsmauer verstärkten und den Bayard-Turm in die Ringmauer bauten. Das Schloss wurde 1475 zerstört, erhalten blieben der Bayard-Turm und grosse Teile der Befestigungsanlage.
Die moderne Gemeinde Saillon wurde 1798 geschaffen. Dazu gehörte zunächst auch Leytron, das sich 1819 ablöste. Ab 1864 wurde die Rhone bei Saillon eingedämmt und ab 1917 folgte der Bau von Kanälen und die Trockenlegung der Sümpfe.
Im Sommer 1917 wurde der Steinverarbeiter Combes bestreikt. Der gut organisierte Streik der Fédération ouvrière du Valais erreichte für die Arbeiter Lohnerhöhungen von 20 %.
Die Rhoneebene wurde besiedelt und ein Anstieg der Bevölkerung festgestellt. 1976 wurde das Thermalbad eröffnet. 1980 folgte der Autobahnanschluss, was zu einem erneuten Bevölkerungsanstieg führte.

## Politik
Der Gemeinderat, der Conseil communal, von Saillon besteht aus fünf Mitgliedern. Die parteipolitische Zusammensetzung für die Legislaturperiode 2021–2024 ist folgendermassen: CVP 3, FDP 2. Gemeindepräsident ist Charles-Henri Thurre (CVP).
Bei den Schweizer Parlamentswahlen 2019 betrugen die Wähleranteile in der Gemeinde Saillon: CVP 41,4 %, FDP 17,1 %, SP 13,5 %, SVP 12,4 %, Grüne 10,9 %.

## Bevölkerung
| Bevölkerungsentwicklung | Bevölkerungsentwicklung | Bevölkerungsentwicklung | Bevölkerungsentwicklung | Bevölkerungsentwicklung | Bevölkerungsentwicklung | Bevölkerungsentwicklung | Bevölkerungsentwicklung | Bevölkerungsentwicklung | Bevölkerungsentwicklung | Bevölkerungsentwicklung | Bevölkerungsentwicklung | Bevölkerungsentwicklung |
| ----------------------- | ----------------------- | ----------------------- | ----------------------- | ----------------------- | ----------------------- | ----------------------- | ----------------------- | ----------------------- | ----------------------- | ----------------------- | ----------------------- | ----------------------- |
| Jahr                    | 1356                    | 1792                    | 1850                    | 1900                    | 1950                    | 2000                    | 2010                    | 2012                    | 2014                    | 2016                    | 2018                    | 2020                    |
| Einwohner               | 43 Feuerstätten         | 136                     | 208                     | 422                     | 788                     | 1519                    | 2136                    | 2327                    | 2459                    | 2541                    | 2620                    | 2818                    |

## Weinbau
Mit einer Anbaufläche von fast 200 Hektaren ist Saillon eine der grössten Weinbaugemeinden des Kantons Wallis. Die Rebberge auf dem Gemeindegebiet von Saillon sind seit 1052 schriftlich belegt. In Saillon haben vier Rebsorten das Qualitätslabel Grand Cru AOC Wallis. Es sind dies Petite Arvine, Humagne Rouge, Cornalin und Syrah.
Die Gemeinde beherbergt den kleinsten (offiziellen) Rebberg der Welt, der auf der Colline Ardente (‹Brennender Hügel›) oberhalb des mittelalterlichen Dorfkerns liegt. Der Vigne à Farinet ist 1,618 m² gross und mit drei Rebstöcken bepflanzt. Er ist seit 1999 Eigentum des Dalai Lama. Die Pflege übernehmen Winzer aus Saillon und publikumswirksam Prominente wie zum Beispiel Claudia Cardinale, Roger Moore oder Zinédine Zidane.

## Marmor

Eine Varietät des Marbre de Saillon

Westlich von Saillon wurde seit der zweiten Hälfte des 19. Jahrhunderts Marmor in einer schmalen Schichtenlage gewonnen. Die unterirdische Gewinnungsstelle liegt auf etwa 400 Meter oberhalb des Ortes an einer Steilwand. Auf Grund seines Aussehens und der besonders schwierigen Abbausituation galt er um 1900 als einer der ungewöhnlichsten Naturwerksteine in Europa. Verwendungen gibt es neben Beispielen in seiner Region ferner in Bern (Bundeshaus), Paris (Opéra Garnier) und in Aachen (Dom, Pfalzkapelle).

## Verkehr
Die Gemeinde verfügt über keinen Bahnhof. Saillon liegt aber an der Buslinie Sion–Martigny und ist so mit diesen beiden relevanten Zentren verbunden.
Über die Autobahneinfahrt Riddes hat Saillon eine gute Anbindung an die Autobahn A9. Der Ort liegt an der Hauptstrasse 71, die von Ardon nach Martigny führt und das Dorf mit den Nachbarorten Leytron und Fully verbindet.

## Sehenswürdigkeiten
- Zwei Teile der mittelalterlichen Burg, des Château de Saillon, gehören zum Schweizerischen Inventar der Kulturgüter von nationaler Bedeutung. Es sind dies der Bayard-Turm sowie die mittelalterliche Festungsmauer mit ihren vier Toren.[16]
- Falschgeld-Museum[17]
- Pfarrkirche und mittelalterlicher Garten
- Kapelle St-Laurent
- Vigne à Farinet: kleinster Rebberg der Welt
- Passerelle à Farinet (Hängebrücke)

## Galerie

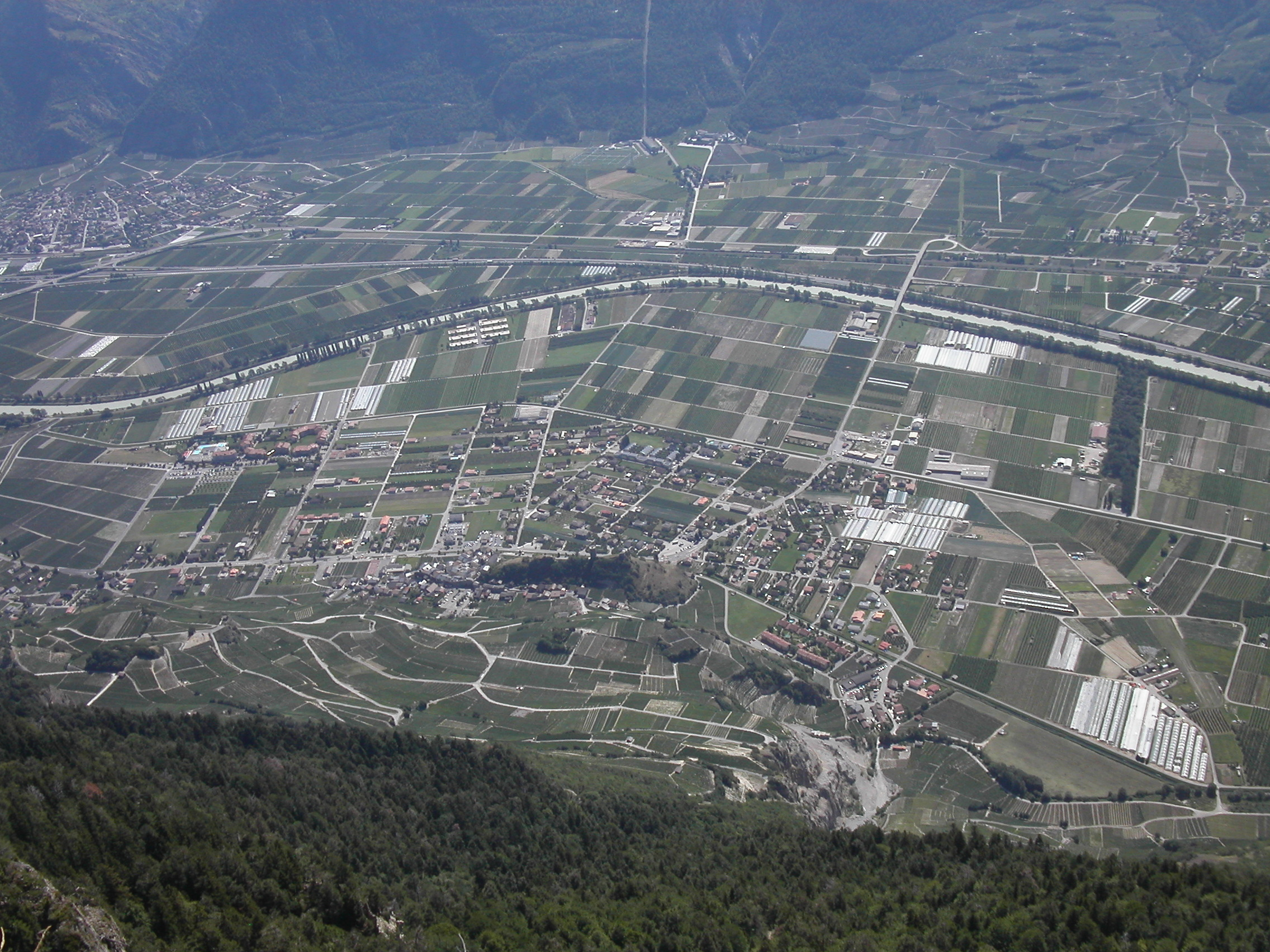
Luftaufnahme von Saillon
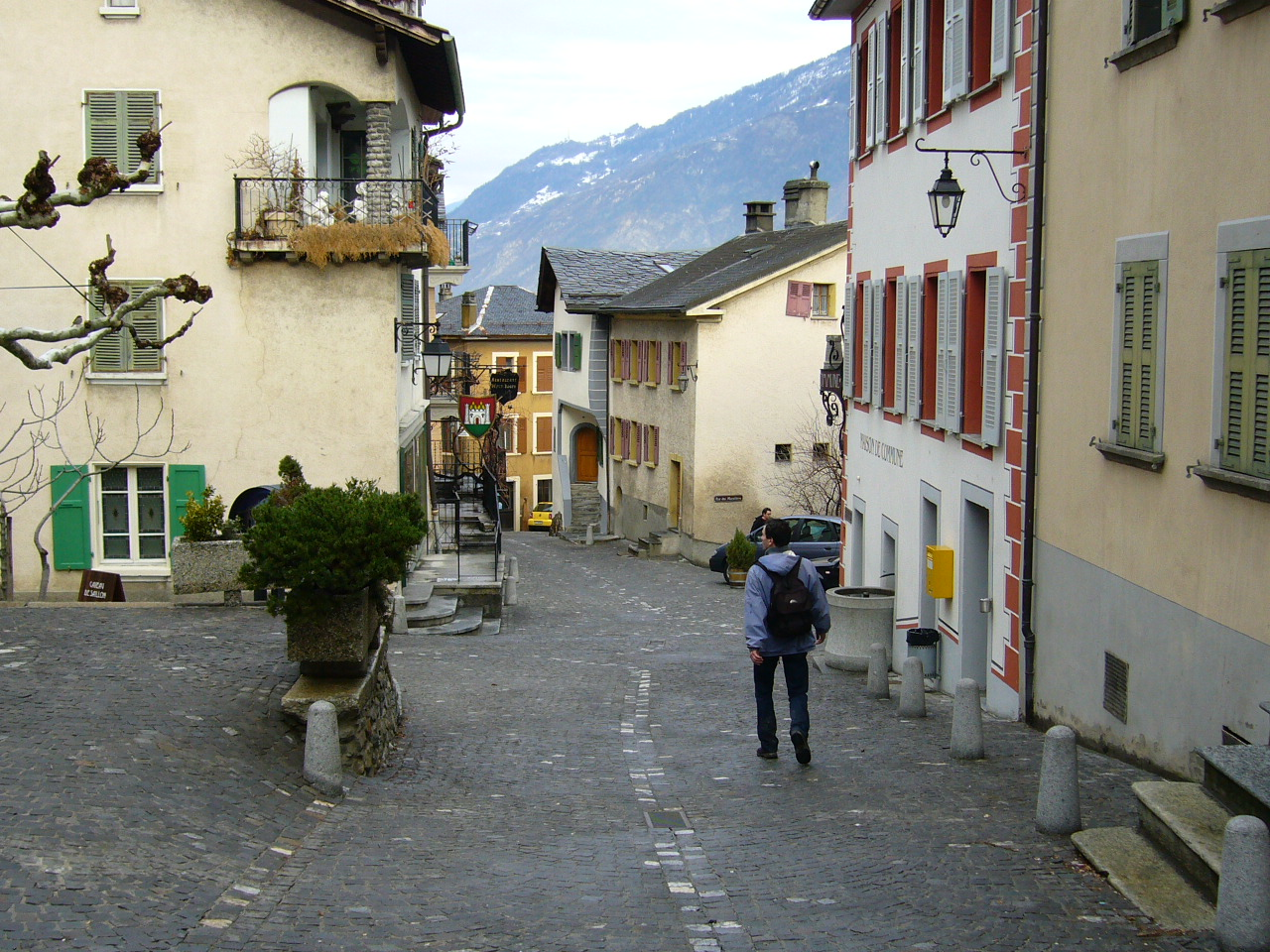
Hauptstrasse in Saillon
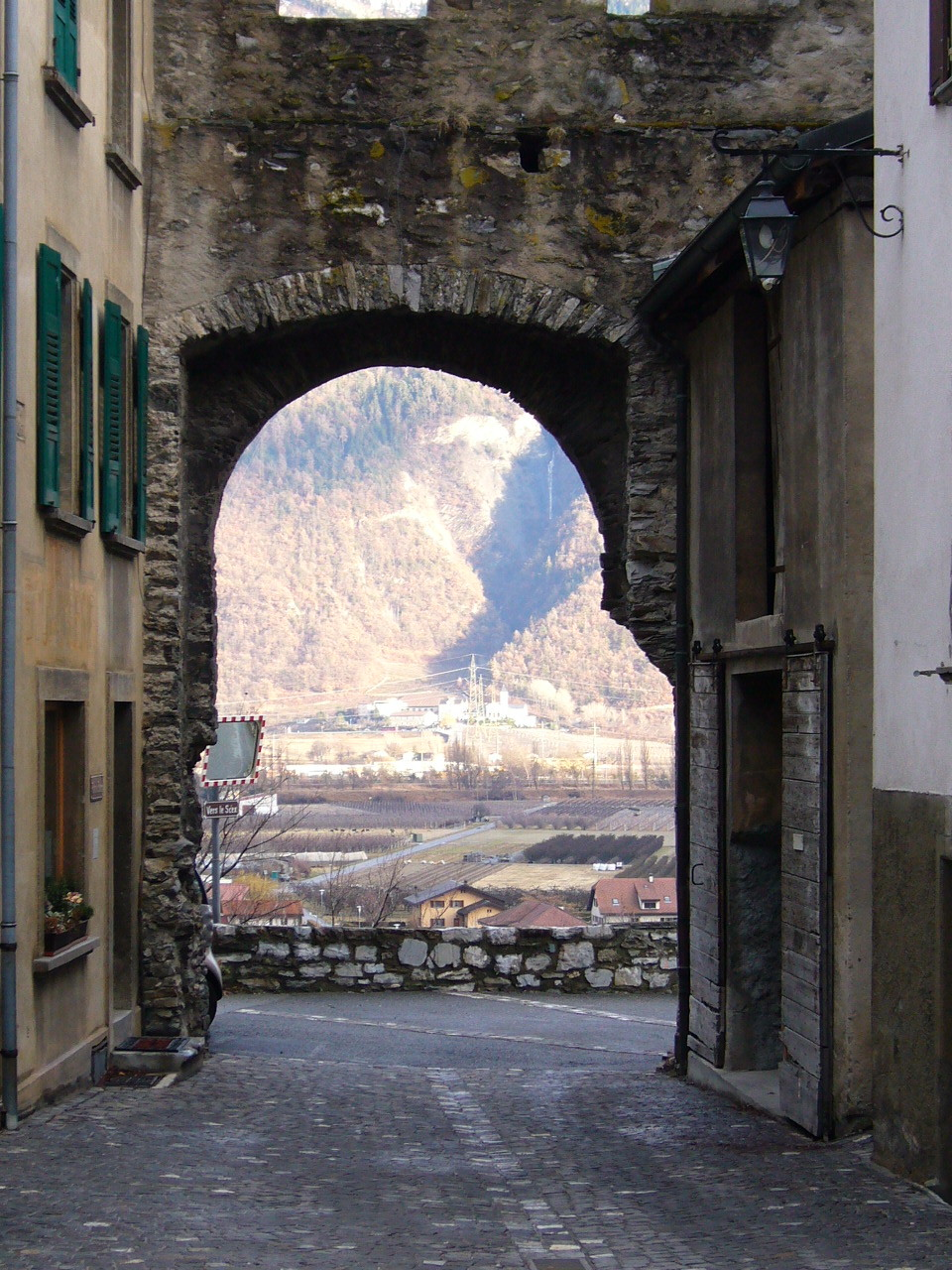
Stadttor
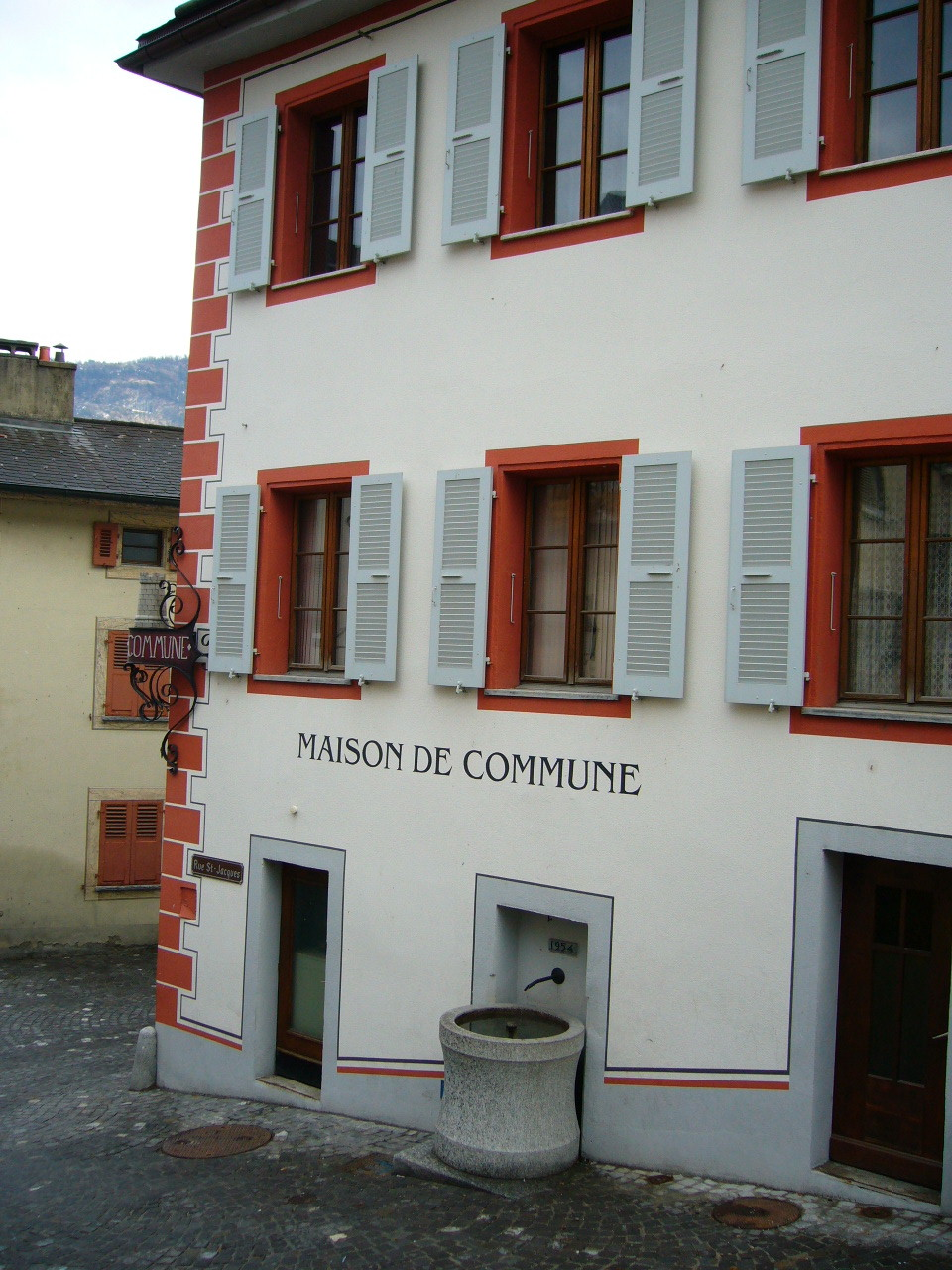
Gemeindehaus
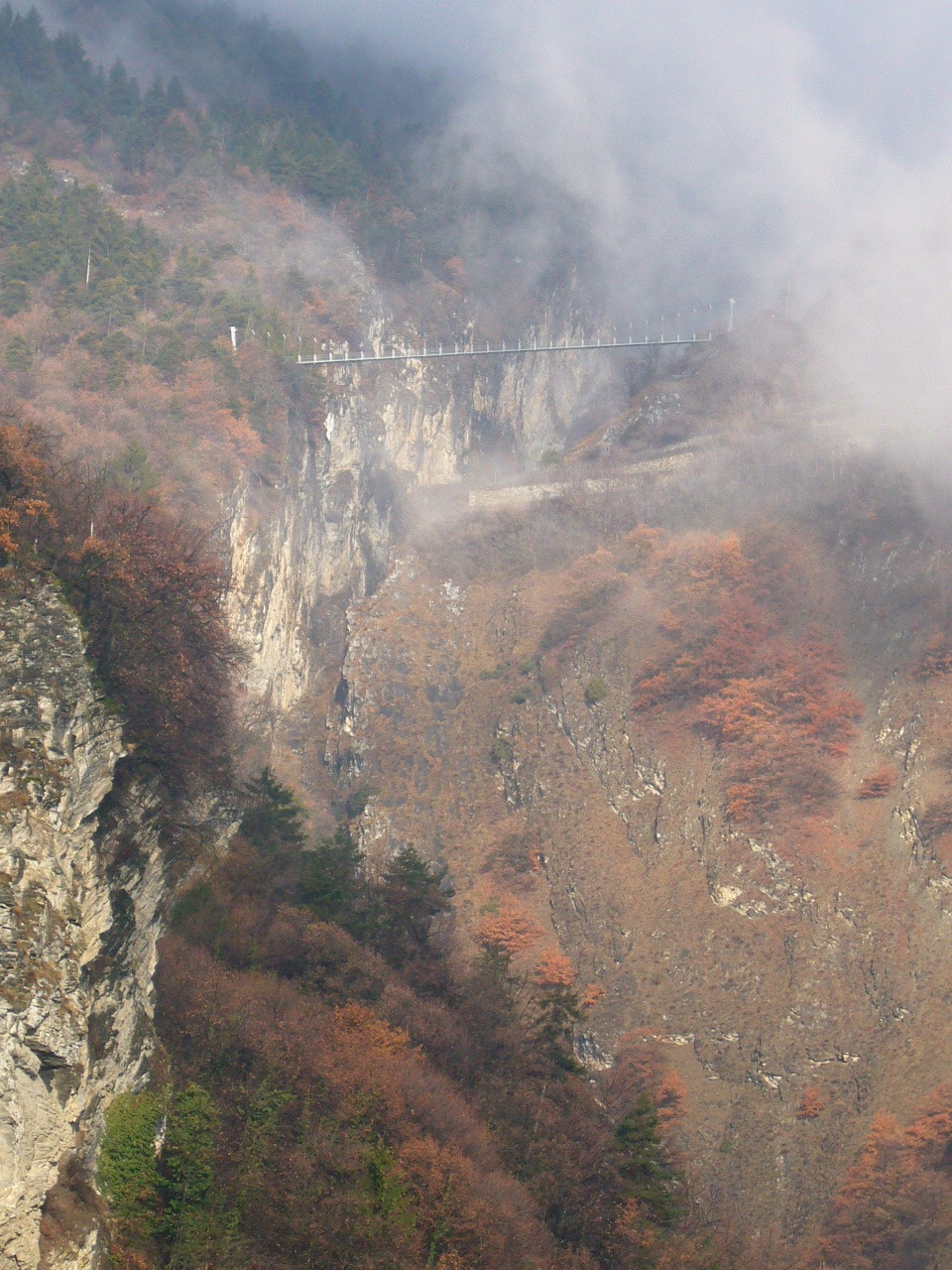
Passerelle à Farinet (Hängebrücke)
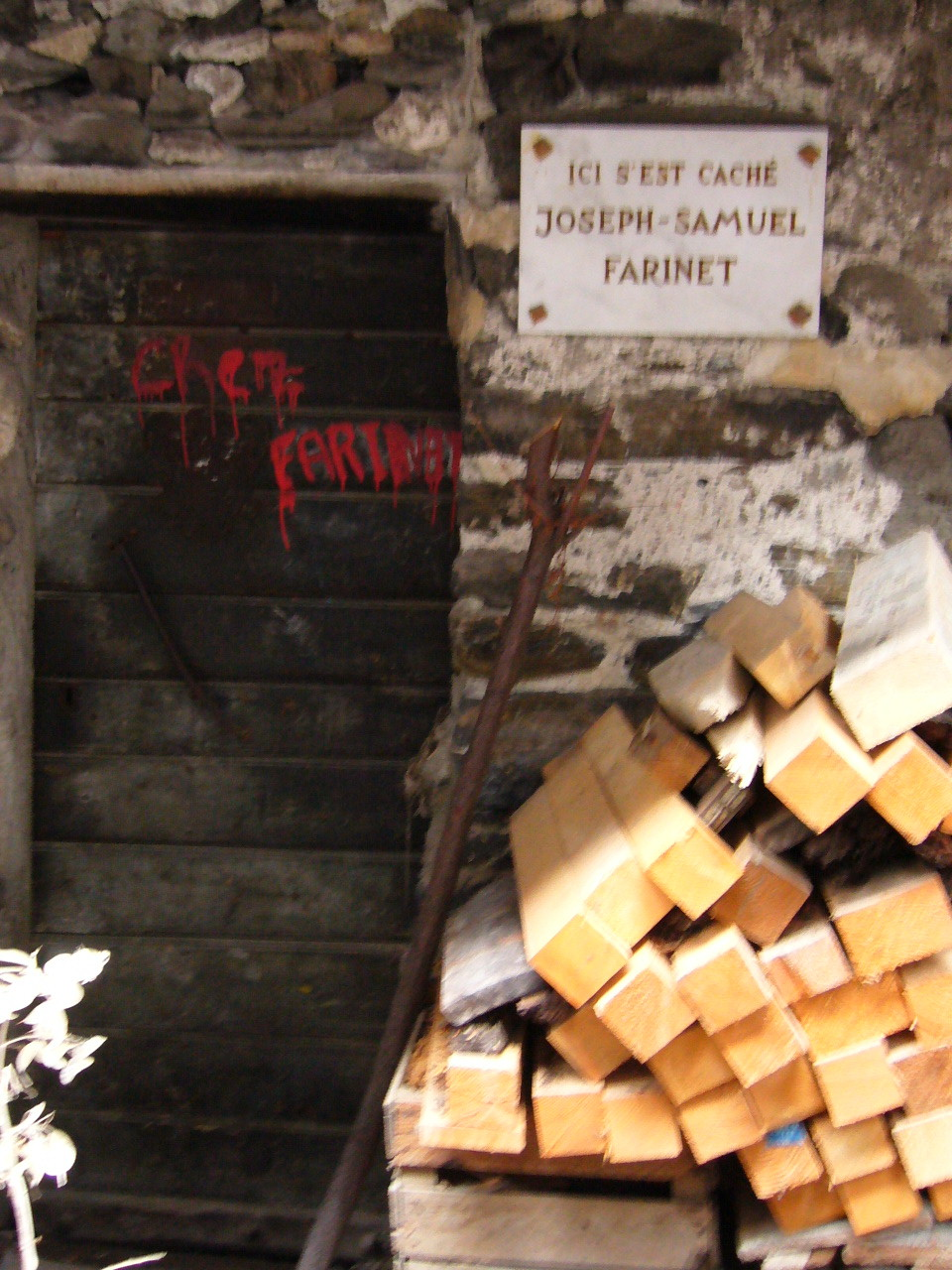
Das Versteck von Farinet
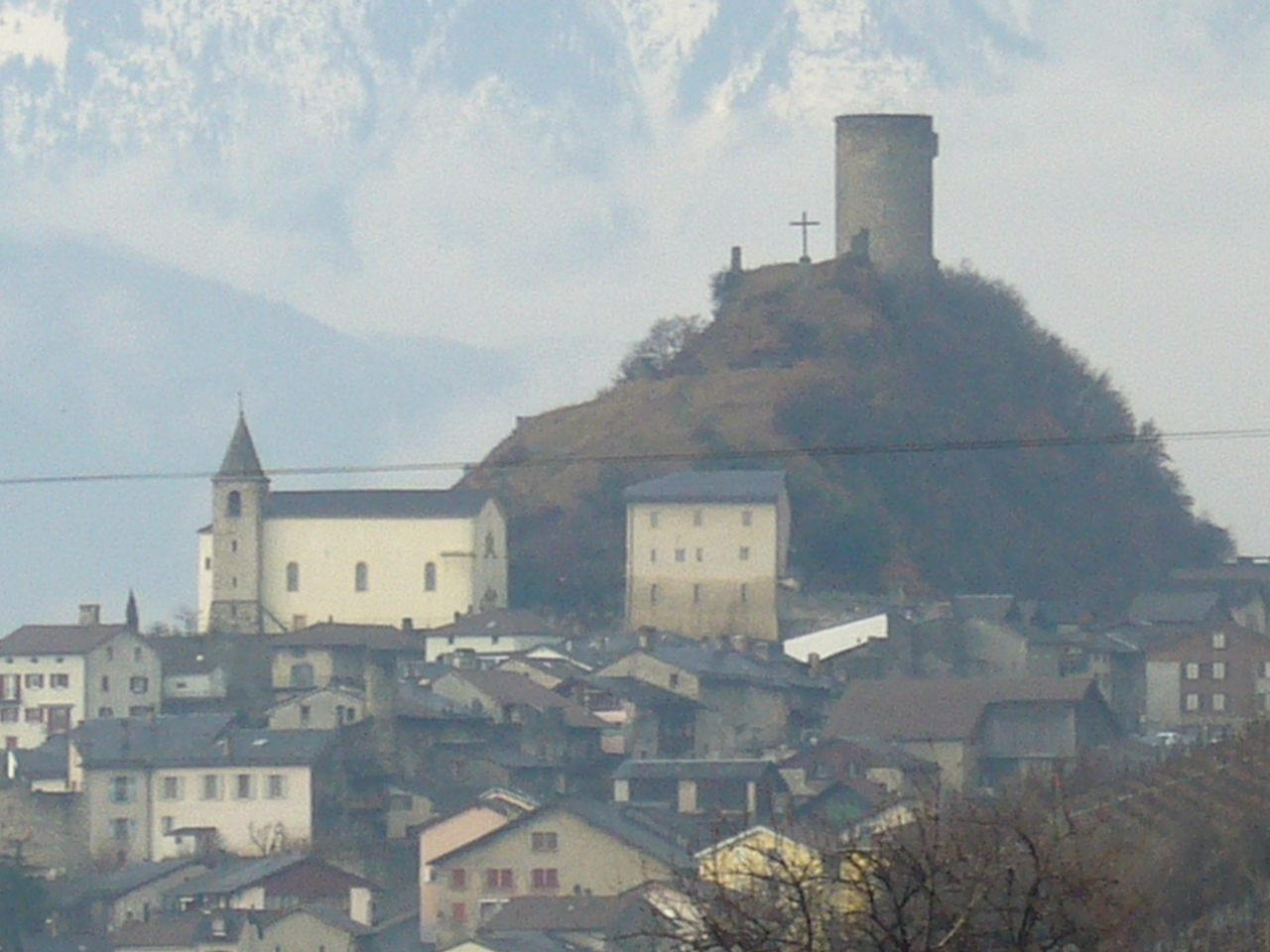
Saillon, mit Turm
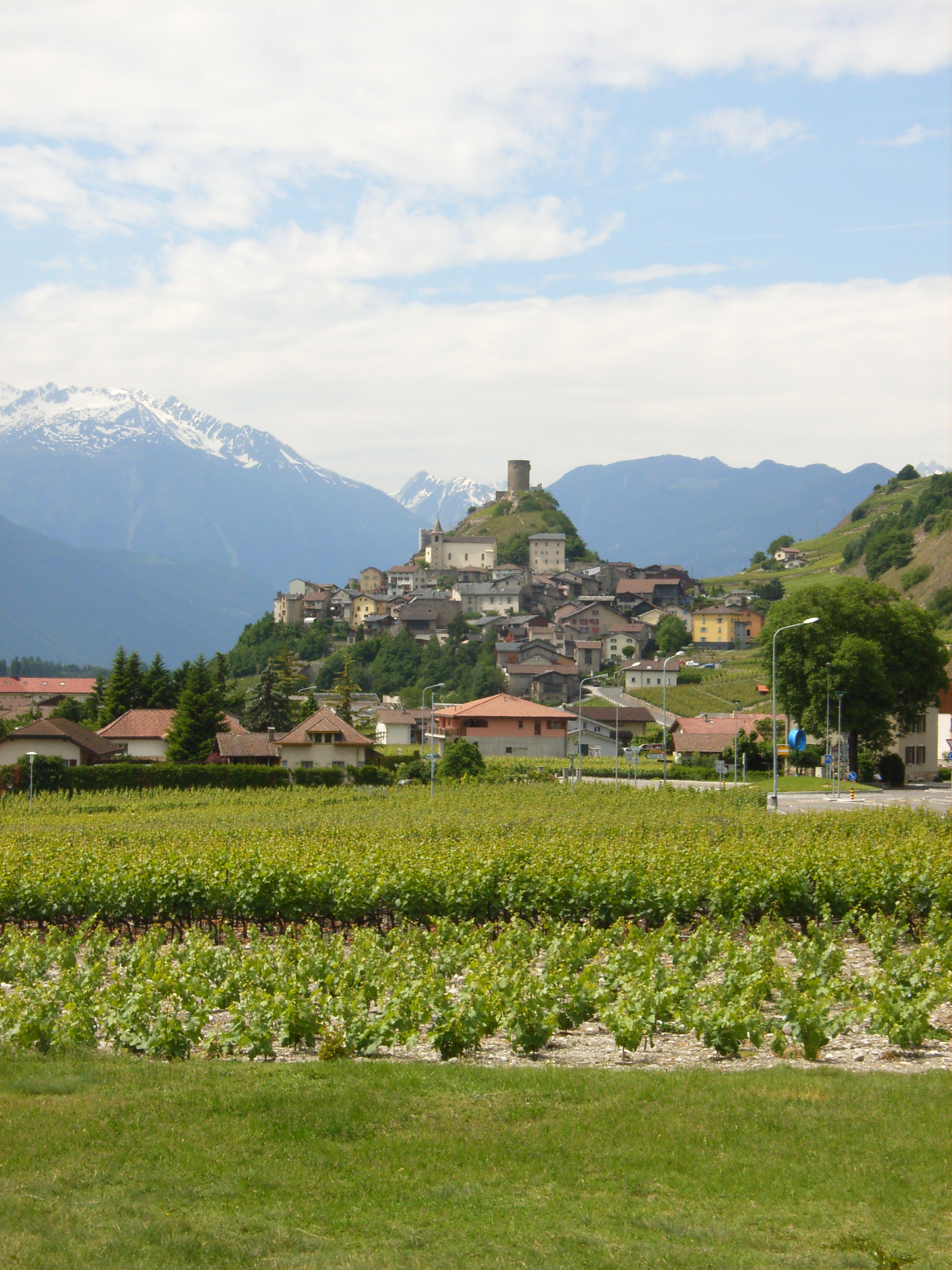
Blick von Osten auf den Ort

## Persönlichkeiten
- Gustave Courbet (1819–1877), Maler
- Joseph-Samuel Farinet (1845–1880), Schmuggler und Falschmünzer
- Joseph Roduit (1939–2015), Abt des Klosters Saint-Maurice, in Saillon geboren
- José Vouillamoz (* 1971), Biologe, in Saillon geboren